# Bór Biskupi
Bór Biskupi – dawna wieś, od 1958 część Bukowna, znajdująca się w jego południowej części, w województwie małopolskim, w powiecie olkuskim. Leży około 5 km od centrum Bukowna, przy granicy z województwem śląskim.
Do 1954 wieś w gminie Bolesław; w latach 1954–1957 w gromadzie Bukowno-Osiedle, składającej się z trzech sołectw – Starczynowa, Boru Biskupiego i Podlesia oraz przysiółków Polis i Podpolis.
1 stycznia 1958 gromadę Bukowno-Osiedle zniesiono, nadając jej statusu osiedla, przez co Bór Biskupi stał się formalnie częścią składową Bukowna, któremu nadano prawa miejskie 18 lipca 1962 z równoczesną zmianą nazwy na Bukowno.
Znajduje się tu Parafia Najświętszej Maryi Panny Wspomożycielki Wiernych w Bukownie – Borze Biskupim.